# Liste der denkmalgeschützten Objekte in Albeck (Kärnten)
Die Liste der denkmalgeschützten Objekte in Albeck enthält die 8 denkmalgeschützten, unbeweglichen Objekte der Gemeinde Albeck in Kärnten.

## Denkmäler
| Foto |                 | Denkmal | Standort                                  | Beschreibung | Metadaten |
| ---- | --------------- | --- | ----------------------------------------- | --- | --- |
| ja   | Datei hochladen | Schloss Neualbeck HERIS-ID: 35395 Objekt-ID: 34153                                                                  | Schlossweg 5 Standort KG: Albeck          | Das um 1700 errichtete barocke Schloss Albeck wird von einem Walmdach gedeckt und zeigt noch das barocke, eingeritzte Architekturdekor. Die Erdgeschoßräume sind tonnengewölbt und mit Stichkappen versehen. Die Räume des Obergeschoßes sind mit Stuckfelderdecken versehen. | BDA-Hist.: Q1559021 Status: Bescheid Stand der BDA-Liste: 2025-06-30 Name: Schloss Neualbeck GstNr.: .2 Schloss Albeck                                                                                                |
| ja   | Datei hochladen | Burgruine Alt-Albeck HERIS-ID: 79519 Objekt-ID: 93206                                                               | Sirnitz Standort KG: Albeck               | Die Reste der erstmals im Jahr 1155 erwähnten Burg Albeck befinden sich auf einem bewaldeten Felskegel. Nach 1264 diente die Burg als Sitz verschiedener Ministeriale. In der Mitte des 15. Jahrhunderts wurde ihr die eigene Landgerichtsbarkeit verliehen. In der zweiten Hälfte des 17. Jahrhunderts wurden noch Instandsetzungsarbeiten durchgeführt, doch bereits Anfang des 18. Jahrhunderts war sie unbewohnt und wurde abgetragen. Von der Anlage sind heute noch Überreste eines romanischen Rundturms, sowie der Chor und Triumphbogen der ehemaligen romanischen Burgkapelle aus dem 12. oder 13. Jahrhundert erhalten. | BDA-Hist.: Q15790394 Status: § 2a Stand der BDA-Liste: 2025-06-30 Name: Burgruine Alt-Albeck GstNr.: 61, 62, 63, 64, 65, 66, 67, 68, 69, 70, 738, 739 Burgruine Alt-Albeck                                            |
| ja   | Datei hochladen | Kath. Filialkirche hl. Ruprecht HERIS-ID: 54811 Objekt-ID: 63219                                                    | Sankt Ruprecht Standort KG: Großreichenau | Die Kirche mit leicht eingezogenem Chor ist ein einheitlich romanischer Bau des 13. Jahrhunderts. Der dachreiterartige Glockenturm erhielt im 18. Jahrhundert einen Zwiebelhelm. Die Holzdecke im Langhaus ist spätgotischen Mustern geschmückt. Kanzel, Chorgestühl und die drei Altäre stammen aus dem 17. bzw. 18. Jahrhundert. | BDA-Hist.: Q1413246 Status: § 2a Stand der BDA-Liste: 2025-06-30 Name: Kath. Filialkirche hl. Ruprecht GstNr.: .72 Saint Rupert Church (Albeck)                                                                       |
| ja   | Datei hochladen | Kapelle hl. Leonhard HERIS-ID: 53460 Objekt-ID: 61424                                                               | Benesirnitz Standort KG: St. Leonhard     | Die Kapelle hat Wand- und Gewölbemalereien von 1534. Der Hauptaltar mit bemerkenswerter Braun-Gold-Originalfassung ist mit 1668 bezeichnet. | BDA-Hist.: Q1819172 Status: § 2a Stand der BDA-Liste: 2025-06-30 Name: Kapelle hl. Leonhard GstNr.: .65 Leonhard-Kapelle (Benesirnitz)                                                                                |
| ja   | Datei hochladen | Kath. Filialkirche hl. Leonhard im Bade HERIS-ID: 53461 Objekt-ID: 61425                                            | St. Leonhard 1 Standort KG: St. Leonhard  | Die von Strebepfeilern umgebene gotische Kirche besteht aus dem eingezogenen netzrippengewölbten Chor des 15. Jahrhunderts, dem niedrigen nördlich angestellten Turm mit Pyramidendach und dem breiten kreuzgratgewölbten Langhaus aus dem 16. Jahrhundert. Zur qualitätsvollen Einrichtung gehören der Säulenrentabelhochaltar, die Seitenaltäre von Benedict Pläß (1736), die Kanzel von Johann Pacher und ein Wandaltar. | BDA-Hist.: Q1413141 Status: § 2a Stand der BDA-Liste: 2025-06-30 Name: Kath. Filialkirche hl. Leonhard im Bade GstNr.: .64 Filialkirche hl. Leonhard, Benesirnitz, Albeck                                             |
| ja   | Datei hochladen | Evang. Pfarrkirche A.B. HERIS-ID: 80775 Objekt-ID: 94523                                                            | Benesirnitz Standort KG: St. Leonhard     | Die evangelische Pfarrkirche wurde im Jahr 1860 erbaut. Das hallenartige Gebäude ist an seiner Westfassade giebelbekrönt und mit einem geschwungenen Vorhallendach versehen. Der ausgeschiedene, polygonale Altarraum (mit Stichkappen) ist, wie auch die Westfassade und die Gebäudeseiten, durch Rundbogenfenster gegliedert. Die Stichkappen des tonnenüberwölbten Inneren sind rundbogig. Der ebenfalls rundbogige Triumphbogen weist ein Kämpfergesims auf. Die einfach gehaltene Holzempore aus der Entstehungszeit wird von zwei Balustersäulen getragen. An Innenausstattung der Kirche ist erwähnenswert: Der barockisierende Hochaltar aus dem 19. Jahrhundert, dessen Altarblatt einen stehenden Christus mit Segensgestus darstellt. Die Orgel und die Kanzel (beide ebenfalls barockisierend) sind zur selben Zeit wie der Altar entstanden. Das Ölbild mit der Pietà von Cillia stammt aus dem Jahr 1946. | BDA-Hist.: Q38174548 Status: § 2a Stand der BDA-Liste: 2025-06-30 Name: Evang. Pfarrkirche A.B. GstNr.: .16/1 Evangelische Pfarrkirche A.B. Albeck                                                                    |
| ja   | Datei hochladen | Pfarrhof HERIS-ID: 80777 Objekt-ID: 94525                                                                           | Kirchplatz 6 Standort KG: Sirnitz         | Der von einem Walmdach gedeckte Pfarrhof ist mittlerweile stark umgebaut. Der südwestliche Erdgeschoßraum besitzt ein Stuckgratgewölbe des 16. Jahrhunderts. | BDA-Hist.: Q38174559 Status: § 2a Stand der BDA-Liste: 2025-06-30 Name: Pfarrhof GstNr.: .20/1 Rectory Sirnitz |
| ja   | Datei hochladen | Anlage Kath. Pfarrkirche hl. Nikolaus und Kirchhof mit Karner und Kriegerdenkmal HERIS-ID: 110875 Objekt-ID: 128634 | bei Kirchplatz 10 Standort KG: Sirnitz    | Die frühgotische Hallenkirche (um 1300?) erhielt Mitte des 18. Jahrhunderts ihre spätbarocke Architekturpolychromie und den vorgestellten Westturm. Der Karner ist ein achteckiger spätgotischer Bau des 15. Jahrhunderts. Das Kriegerdenkmal mit von Leo Schider geschaffener Schützenfigur wurde 1926 errichtet. | BDA-Hist.: Q2082974 Status: § 2a Stand der BDA-Liste: 2025-06-30 Name: Anlage Kath. Pfarrkirche hl. Nikolaus und Kirchhof mit Karner und Kriegerdenkmal GstNr.: .1, .2, 52 Pfarrkirche hl. Nikolaus, Sirnitz (Albeck) |